# Rarak Rongis
Rarak Rongis is een bestuurslaag in het regentschap Sumbawa Barat van de provincie West-Nusa Tenggara, Indonesië. Rarak Rongis telt 661 inwoners (volkstelling 2010).